# Galloway
Galloway je priimek več oseb:
- Alexander Galloway, britanski general
- Brent Galloway, ameriški jezikoslovec
- Janice Galloway, škotska pisateljica
- Thomas Galloway, škotski matematik